# Mihai Mocanu
Mihai Mocanu (Costanza, 24 febbraio 1942 – Costanza, 18 giugno 2009) è stato un allenatore di calcio e calciatore rumeno, di ruolo difensore.

## Carriera

### Club
Mocanu iniziò la sua carriera professionistica nella sua città natale, cioè Costanza, nella SNM Constanța, che nel 1960 militò nella Liga II. Quando la SNM Constanța retrocesse, decise di trasferirsi ai rivali del Chimia Făgăraș dove rimase solo un anno perché, l'anno dopo, si trasferì al Petrolul Ploiești, a quei tempi squadra di Liga I. Rimase nel Petrolul Ploiești per 11 anni con cui vinse un campionato e riuscì a conquistare la nazionale. Nel 1972 venne ceduto all'Omonia, a Cipro; rimase nel club cipriota per due stagioni vincendo un campionato nazionale e una coppa nazionale. Nel 1974 decise di tornare in patria al suo vecchio club, al Petrolul Ploiești, dove decise di concludere lì la propria carriera, che avvenne nel 1976.

### Nazionale
Ha preso parte, insieme alla Nazionale di calcio della Romania, al campionato del mondo 1970.
Mocanu, nella nazionale di calcio della Romania, ha totalizzato 33 presenze in cui ha segnato 2 gol.

### Allenatore
Dopo avere smesso di giocare a calcio si dedicò alla carriera da allenatore. Nella sua carriera da allenatore allenò varie giovanili romene e allenò anche il suo vecchio club, il Petrolul Ploiești. Nel 1991 andò ad allenare il Conpet Ploiești, squadra che allenò fino al 2005, anno del suo pensionamento.

## La morte
Mocanu morì il 18 giugno 2009, dopo anni di sofferenza causata da una malattia arteriosa occlusiva che lo portò ad un'amputazione di una gamba, a Costanza.

## Palmarès

### Club

#### Competizioni nazionali
- Campionato rumeno: 1

Petrolul Ploiești: 1965-1966
- Campionato cipriota: 1

Omonia Nicosia: 1973-1974
- Coppa di Cipro: 1

Omonia Nicosia: 1973-1974

### Individuale
- Maestro onorario dello sport: 1